# Trophée mondial de course en montagne 1987
Navigation
1986 1988
Le Trophée mondial de course en montagne 1987 est une compétition de course en montagne qui s'est déroulée le 23 août 1987 à Lenzerheide - Valbella dans le Canton des Grisons en Suisse. Il s'agit de la troisième édition de l'épreuve.

## Résultats
Le parcours masculin court mesure 8,9 km pour 237 m de dénivelé. Une fois encore, les Italiens dominent cette épreuve. Les Anglais Malcolm Patterson et Dave Cartridge parviennent à leur tenir tête en début de course avant de craquer. Fausto Bonzi remporte le titre devant Luigi Bortoluzzi et Renato Gotti,.
Le parcours féminin mesure 7,6 km pour 371 m de dénivelé. Installée en Suisse et récemment initiée à la course en montagne par son futur mari Daniel Oppliger, la Colombienne Fabiola Rueda fait étalage de son talent pour la discipline après sa troisième place prometteuse à Sierre-Zinal. Elle domine la course et s'impose avec plus d'une minute d'avance devant l'Allemande Christiane Fladt. L'Italienne Giuliana Savaris complète le podium. Grâce à Lucia Soranzo qui termine septième devant Eva Suler, l'Italie remporte le classement par équipes pour un point devant la Suisse. L'Allemagne de l'Ouest complète le podium.
La course masculine junior se déroule sur le même parcours que celui de la course féminine. Les Italiens Fausto Lizzoli et Daniele Milani s'emparent des commandes de la course. L'Anglais Steven Hawkins effectue une excellente remontée et parvient à s'intercaler entre les deux Italiens pour décrocher la médaille d'argent. Fausto Lizzoli remporte le titre.
Le parcours masculin long mesure 14,7 km pour 1 480 m de dénivelé. L'Américain Jay Johnson, venu en seule compagnie de Pablo Vigil, surprend tout le monde et profite de la défaillance d'Alfonso Vallicella pour s'imposer. L'Autrichien Helmut Stuhlpfarrer se retrouve à nouveau sur la seconde marche du podium. Il devance l'Allemand Guido Dold. Avec Alfonso Vallicella treizième et deux autres coureurs dans le top 10, l'Italie parvient à s'imposer au classement par équipes. L'Allemagne de l'Ouest et l'Autriche complètent le podium,.

### Seniors

#### Courses individuelles
| Rang               | Athlète             | Pays                 | Temps           |
| ------------------ | ------------------- | -------------------- | --------------- |
| Médaille d'or      | Jay Johnson         | États-Unis           | 1 h 11 min 43 s |
| Médaille d'argent  | Helmut Stuhlpfarrer | Autriche             | 1 h 12 min 7 s  |
| Médaille de bronze | Guido Dold          | Allemagne de l'Ouest | 1 h 12 min 56 s |
| 4                  | Mohamed Youkmane    | Algérie              | 1 h 13 min 19 s |
| 5                  | Pio Tomaselli       | Italie               | 1 h 14 min 23 s |
| 6                  | Privato Pezzoli     | Italie               | 1 h 15 min 28 s |
| 7                  | Mike Short          | Angleterre           | 1 h 15 min 43 s |
| 8                  | Pierre André        | France               | 1 h 15 min 49 s |

| Rang               | Athlète          | Pays                 | Temps       |
| ------------------ | ---------------- | -------------------- | ----------- |
| Médaille d'or      | Fabiola Rueda    | Colombie             | 35 min 47 s |
| Médaille d'argent  | Christiane Fladt | Allemagne de l'Ouest | 36 min 56 s |
| Médaille de bronze | Giuliana Savaris | Italie               | 37 min 8 s  |
| 4                  | Daniela Salvi    | Suisse               | 37 min 14 s |
| 5                  | Karin Möbes      | Suisse               | 37 min 29 s |
| 6                  | Maria Cocchetti  | Italie               | 37 min 46 s |
| 7                  | Lucia Soranzo    | Italie               | 38 min 2 s  |
| 8                  | Eva Suler        | Suisse               | 38 min 21 s |

#### Courses par équipes
| Rang               | Pays                                                                                           | Points |
| ------------------ | ---------------------------------------------------------------------------------------------- | ------ |
| Médaille d'or      | Italie Pio Tomaselli (5e) Privato Pezzoli (6e) Alfonso Vallicella (13e) Claudio Galeazzi (19e) | 24     |
| Médaille d'argent  | Allemagne de l'Ouest Guido Dold (3e) Charly Doll (10e) Georg Preuß (18e) Gebhard Rädler (24e)  | 31     |
| Médaille de bronze | Autriche Helmut Stuhlpfarrer (2e) Karl Zisser (12e) Florian Stern (22e) Johannes Mayer (29e)   | 36     |

| Rang               | Pays                                                                                      | Points |
| ------------------ | ----------------------------------------------------------------------------------------- | ------ |
| Médaille d'or      | Italie Giuliana Savaris (3e) Maria Cocchetti (6e) Lucia Soranzo (7e) Cristina Porta (19e) | 16     |
| Médaille d'argent  | Suisse Daniela Salvi (4e) Karin Möbes (5e) Eva Suler (8e) Marianne Huguenin (12e)         | 17     |
| Médaille de bronze | Allemagne de l'Ouest Christiane Fladt (2e) Susanne Bitzer (13e) Gudrun Pomrehn (15e)      | 30     |

### Court seniors hommes
| Rang               | Athlète           | Pays                 | Temps       |
| ------------------ | ----------------- | -------------------- | ----------- |
| Médaille d'or      | Fausto Bonzi      | Italie               | 42 min 32 s |
| Médaille d'argent  | Luigi Bortoluzzi  | Italie               | 42 min 46 s |
| Médaille de bronze | Renato Gotti      | Italie               | 43 min 49 s |
| 4                  | Wolfgang Münzel   | Allemagne de l'Ouest | 43 min 57 s |
| 5                  | Georg Lischer     | Suisse               | 44 min 5 s  |
| 6                  | Ruedi Bucher      | Suisse               | 44 min 45 s |
| 7                  | Franci Teraž      | Yougoslavie          | 44 min 52 s |
| 8                  | Malcolm Patterson | Angleterre           | 45 min 0 s  |

### Juniors

#### Courses individuelles
| Rang               | Athlète        | Pays       | Temps       |
| ------------------ | -------------- | ---------- | ----------- |
| Médaille d'or      | Fausto Lizzoli | Italie     | 32 min 23 s |
| Médaille d'argent  | Steven Hawkins | Angleterre | 32 min 37 s |
| Médaille de bronze | Daniele Milani | Italie     | 33 min 19 s |

#### Courses par équipes
| Rang               | Pays                                                                                             | Points |
| ------------------ | ------------------------------------------------------------------------------------------------ | ------ |
| Médaille d'or      | Italie Fausto Lizzoli (1er) Daniele Milani (3e) Mario Poletti (6e) Ivo Locatelli (7e)            | 10     |
| Médaille d'argent  | Angleterre Steven Hawkins (2e) Andy Peace (8e) Geoff Hall (10e) Ian Dermott (21e)                | 20     |
| Médaille de bronze | Allemagne de l'Ouest Rolf Keller (4e) Oliver Findling (9e) Paul Wallner (14e) Armin Ruinat (22e) | 27     |